# Karl Klindworth
Karl Klindworth (Hannover, 25 de setembre de 1830 - Stolpe prop d'Oranienburg, 27 de juliol de 1916) fou un pianista, compositor i director d'orquestra alemany.
Estudià piano amb Franz Liszt a Weimar, continuant després els estudis de composició amb mestres diversos, encara que es pot dir que el domini de la tècnica amb la pràctica d'aquest art al front d'orquestra i de companyies d'òpera.
Des de Londres, on residí 14 anys, a partir de 1854, anà a Rússia com a professor de piano del Conservatori de Moscou, on entre els seus molts alumnes tingué a Ernst Jedlichka. Durant la seva estada allà realitzà l'obra que ha donat notabilitat al seu nom, o sigui la reducció per a piano de “L'anell del nibelung”, de Richard Wagner, treball començat en ocasió de la visita del gran compositor a Anglaterra el 1855, i la notable edició crítica de les obres de Chopin.
Ambdues van merèixer lloances generals dels musicòlegs i professionals, especialment la transcripció pianística de la “Tetralogia wagneriana”, per la fidelitat com la que reflecteix l'arranjament de la complicada orquestració del compositor alemany.
En retornar a Alemanya, el 1882, fou director dels Concerts Filharmònics, de Berlín, alternant amb Joseph Joachim i Franz Wüllner, i de la Societat Wagneriana. En aquesta capital fundà una escola de Música que durà fins al 1893, any en què Klindworth es retirà a Potsdam per a dedicar-se per sencer a l'ensenyança.
Entre les seves composicions originals cal citar-se una difícil “Polonesa-fantasia” per a piano, i entre altres arranjaments pianístics d'obres simfòniques el de la “Simfonia en do major” de Franz Schubert, i el del poema de Piotr Ilitx Txaikovski, “Francesca de Rimini”.